# جاسم بهمن
جاسم بهمن، من مواليد 15 فبراير 1958، لاعب كرة قدم كويتي سابق في مركز حراسة المرمى. لعب في نادي القادسية الكويتي.
شارك مع منتخب الكويت لكرة القدم في بطولة كأس العالم لكرة القدم 1982 وحصل معهم على كأس آسيا 1980.

## روابط خارجية
- جاسم بهمن على موقع الاتحاد الدولي (مؤرشف)  (الإنجليزية)
- جاسم بهمن على موقع قاعدة بيانات كرة القدم.إي يو (الإنجليزية)
- جاسم بهمن على موقع ناشيونال فوتبول تيمز (الإنجليزية)
- جاسم بهمن على موقع عالم كرة القدم.نت (الإنجليزية)